# Dieupentale
Dieupentale est une commune française située dans le sud du département de Tarn-et-Garonne, en région Occitanie.
Sur le plan historique et culturel, la commune est dans le Pays Montalbanais, correspondant à la partie méridionale du Quercy.
Exposée à un climat océanique altéré, elle est drainée par le canal latéral à la Garonne, le Rieu Tort, le ruisseau des Tauris, le ruisseau de Lamothe, le ruisseau de Saint-Jean et par divers autres petits cours d'eau.
Dieupentale est une commune rurale qui compte 1 644 habitants en 2022, après avoir connu une forte hausse de la population depuis 1962. Elle est dans l'unité urbaine de Dieupentale et fait partie de l'aire d'attraction de Toulouse. Ses habitants sont appelés les Dieupentalais ou  Dieupentalaises.

## Géographie

### Localisation
Commune située entre les vallées de la Garonne et du Tarn, sur l'ancienne route nationale 123 entre Grisolles et Castelsarrasin en Pays Montalbanais.

### Communes limitrophes
Dieupentale est limitrophe de six autres communes.
Les communes limitrophes sont  Bessens, Campsas, Canals, Grisolles et Verdun-sur-Garonne.
|                    | Bessens     | Campsas |
| Verdun-sur-Garonne | Dieupentale | Canals  |
|                    | Grisolles   |         |

### Hydrographie

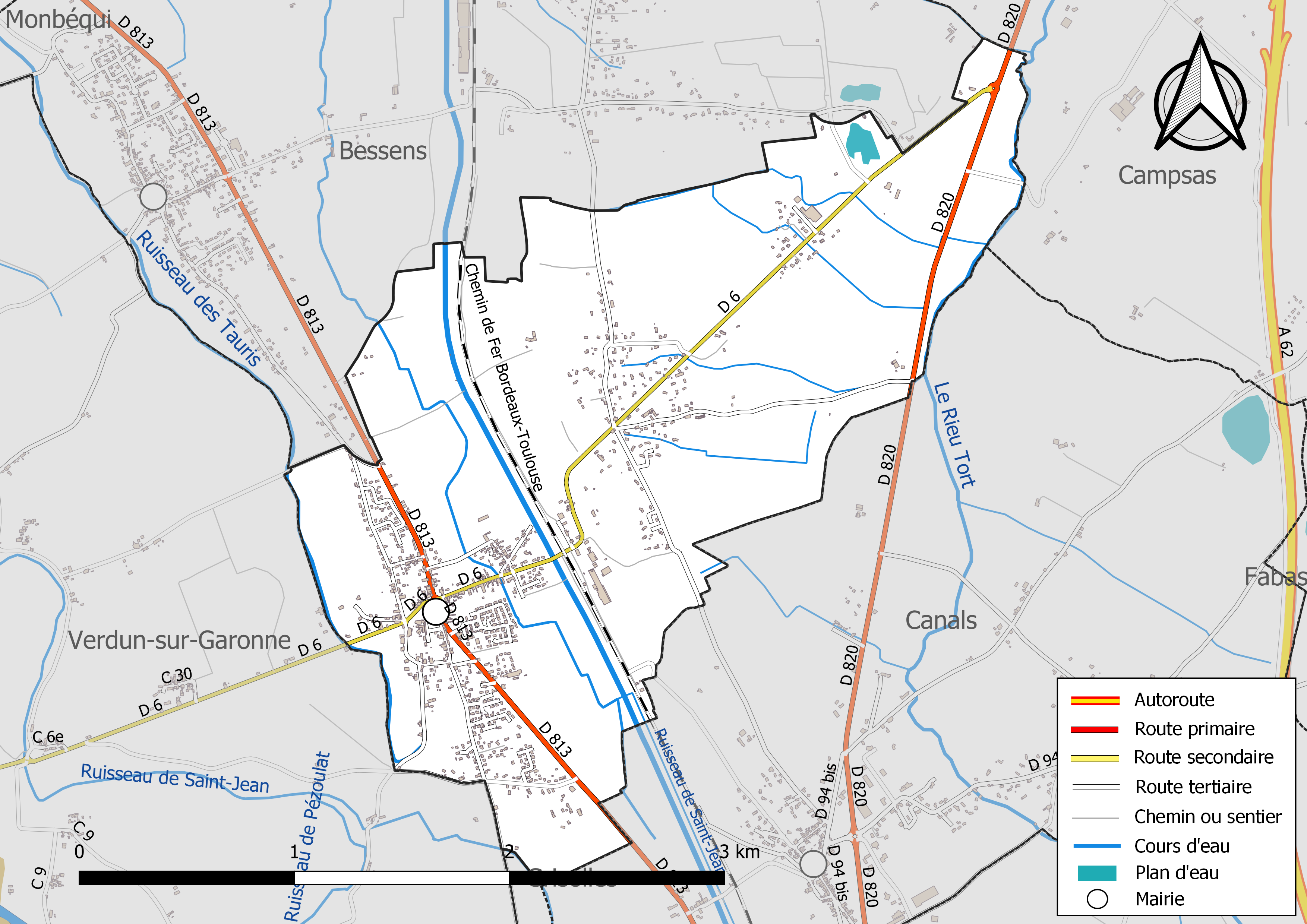
Réseaux hydrographique et routier de Dieupentale.

La commune est dans le bassin versant de la Garonne, au sein du bassin hydrographique Adour-Garonne. Elle est drainée par le Rieu Tort, le ruisseau des Tauris, le ruisseau de Lamothe, le ruisseau de Saint-Jean et par divers petits cours d'eau, constituant un réseau hydrographique de 14 km de longueur totale,.
Le Rieu Tort, d'une longueur totale de 14,8 km, prend sa source dans la commune de Fronton et s'écoule du sud vers le nord. Il traverse la commune et se jette dans le Tarn à Labastide-Saint-Pierre, après avoir traversé 5 communes.

### Climat
Pour des articles plus généraux, voir Climat de l'Occitanie et Climat de Tarn-et-Garonne.
En 2010, le climat de la commune est de type climat du Bassin du Sud-Ouest, selon une étude du Centre national de la recherche scientifique s'appuyant sur une série de données couvrant la période 1971-2000. En 2020, Météo-France publie une typologie des climats de la France métropolitaine dans laquelle la commune est exposée à un climat océanique altéré et est dans la région climatique Aquitaine, Gascogne, caractérisée par une pluviométrie abondante au printemps, modérée en automne, un faible ensoleillement au printemps, un été chaud (19,5 °C), des vents faibles, des brouillards fréquents en automne et en hiver et des orages fréquents en été (15 à 20 jours).
Pour la période 1971-2000, la température annuelle moyenne est de 13,2 °C, avec une amplitude thermique annuelle de 15,8 °C. Le cumul annuel moyen de précipitations est de 730 mm, avec 9,9 jours de précipitations en janvier et 5,6 jours en juillet. Pour la période 1991-2020, la température moyenne annuelle observée sur la station météorologique de Météo-France la plus proche, « Savenès_man », sur la commune de Savenès à 6 km à vol d'oiseau, est de 13,3 °C et le cumul annuel moyen de précipitations est de 705,4 mm. 
La température maximale relevée sur cette station est de 41 °C, atteinte le 27 juin 2019 ; la température minimale est de −14,5 °C, atteinte le 9 février 2012,,.
Les paramètres climatiques de la commune ont été estimés pour le milieu du siècle (2041-2070) selon différents scénarios d'émission de gaz à effet de serre à partir des nouvelles projections climatiques de référence DRIAS-2020. Ils sont consultables sur un site dédié publié par Météo-France en novembre 2022.

### Milieux naturels et biodiversité
Aucun espace naturel présentant un intérêt patrimonial n'est recensé sur la commune dans l'inventaire national du patrimoine naturel,,.

## Urbanisme

### Typologie
Au 1er janvier 2024, Dieupentale est catégorisée bourg rural, selon la nouvelle grille communale de densité à sept niveaux définie par l'Insee en 2022.
Elle appartient à l'unité urbaine de Dieupentale, une agglomération intra-départementale regroupant deux  communes, dont elle est ville-centre,,. Par ailleurs la commune fait partie de l'aire d'attraction de Toulouse, dont elle est une commune de la couronne,. Cette aire, qui regroupe 527 communes, est catégorisée dans les aires de 700 000 habitants ou plus (hors Paris),.

### Occupation des sols
L'occupation des sols de la commune, telle qu'elle ressort de la base de données européenne d’occupation biophysique des sols Corine Land Cover (CLC), est marquée par l'importance des territoires agricoles (71,3 % en 2018), en diminution par rapport à 1990 (86,2 %). La répartition détaillée en 2018 est la suivante : 
terres arables (36,9 %), zones agricoles hétérogènes (34,3 %), zones urbanisées (20 %), forêts (8,6 %), zones industrielles ou commerciales et réseaux de communication (0,2 %). L'évolution de l’occupation des sols de la commune et de ses infrastructures peut être observée sur les différentes représentations cartographiques du territoire : la carte de Cassini (XVIIIe siècle), la carte d'état-major (1820-1866) et les cartes ou photos aériennes de l'IGN pour la période actuelle (1950 à aujourd'hui).

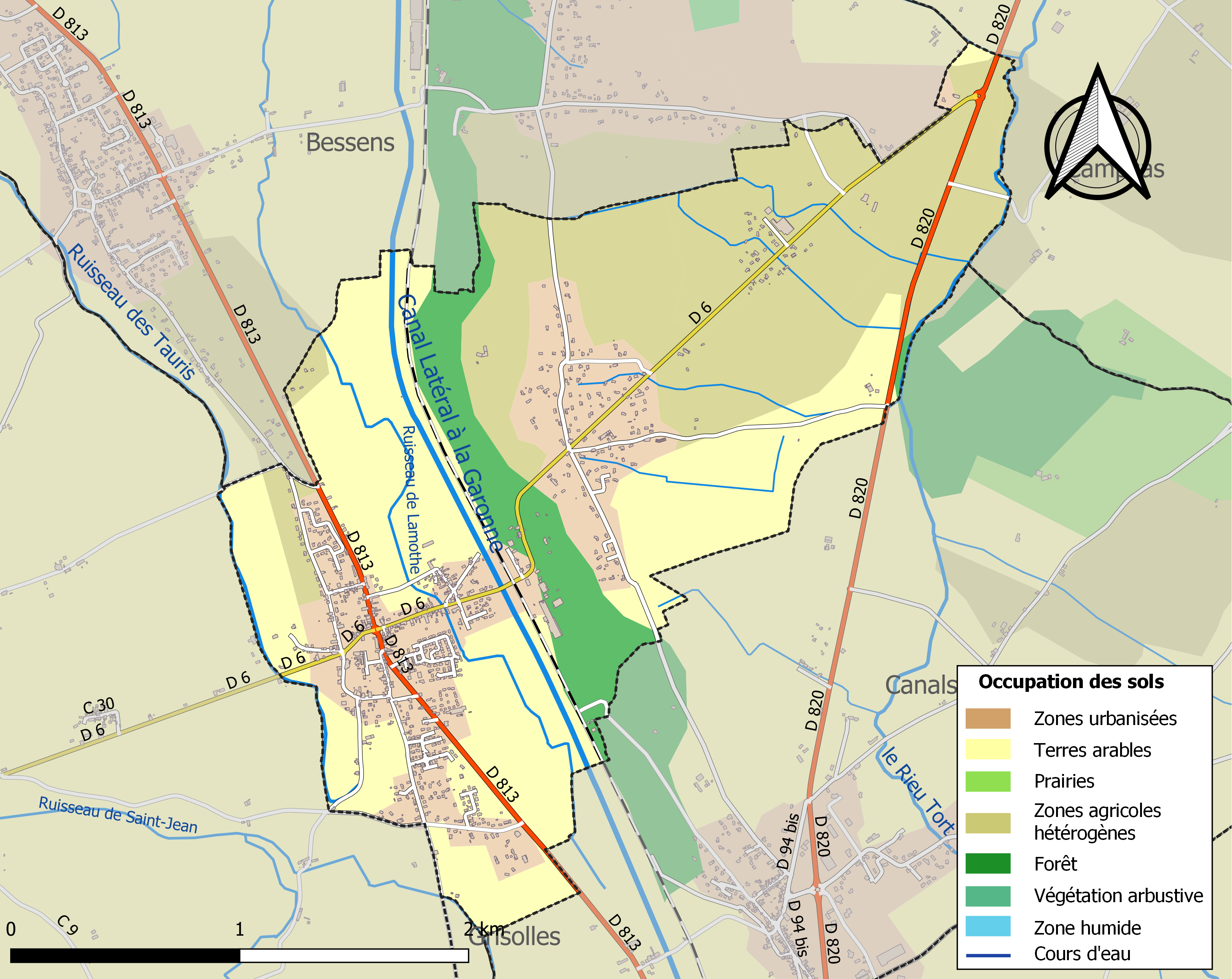
Carte des infrastructures et de l'occupation des sols de la commune en 2018 (CLC).

### Voies de communication et transports
La commune compte une gare sur son territoire, la gare de Dieupentale, sur la ligne Bordeaux - Sète, desservie quotidiennement par des TER Occitanie effectuant des missions entre les gares de Toulouse-Matabiau, Montauban-Ville-Bourbon, Cahors et Brive-la-Gaillarde.
La ligne 848 du réseau liO relie la commune à Toulouse et à Montauban, et la ligne 849 relie la gare de Dieupentale à Beaumont-de-Lomagne.

### Risques majeurs
Le territoire de la commune de Dieupentale est vulnérable à différents aléas naturels : météorologiques (tempête, orage, neige, grand froid, canicule ou sécheresse), inondations, mouvements de terrains et séisme (sismicité très faible). Il est également exposé à un risque technologique, le transport de matières dangereuses. Un site publié par le BRGM permet d'évaluer simplement et rapidement les risques d'un bien localisé soit par son adresse soit par le numéro de sa parcelle.

#### Risques naturels
Certaines parties du territoire communal sont susceptibles d’être affectées par le risque d’inondation par débordement de cours d'eau, notamment le canal latéral à la Garonne, le ruisseau des Tauris et le Rieu Tort. La cartographie des zones inondables en ex-Midi-Pyrénées réalisée dans le cadre du XIe Contrat de plan État-région, visant à informer les citoyens et les décideurs sur le risque d’inondation, est accessible sur le site de la DREAL Occitanie. La commune a été reconnue en état de catastrophe naturelle au titre des dommages causés par les inondations et coulées de boue survenues en 1982, 1999, 2000 et 2017,.
Dieupentale est exposée au risque de feu de forêt. Le département de Tarn-et-Garonne présentant toutefois globalement un niveau d’aléa moyen à faible très localisé, aucun Plan départemental de protection des forêts contre les risques d’incendie de forêt (PFCIF) n'a été élaboré. Le débroussaillement aux abords des maisons constitue l’une des meilleures protections pour les particuliers contre le feu,.

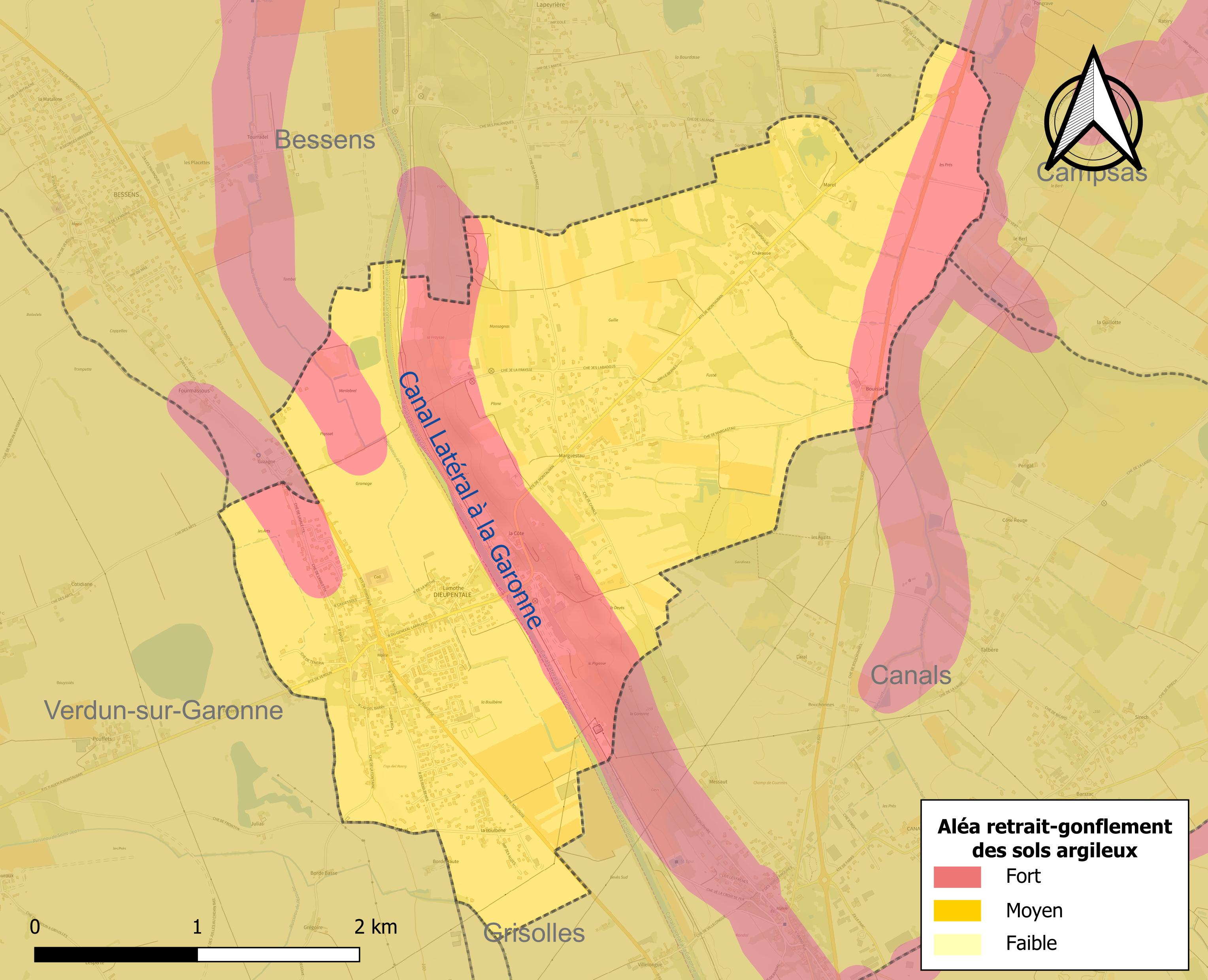
Carte des zones d'aléa retrait-gonflement des sols argileux de Dieupentale.

Les mouvements de terrains susceptibles de se produire sur la commune sont des tassements différentiels.
Le retrait-gonflement des sols argileux est susceptible d'engendrer des dommages importants aux bâtiments en cas d’alternance de périodes de sécheresse et de pluie. La totalité de la commune est en aléa moyen ou fort (92 % au niveau départemental et 48,5 % au niveau national). Sur les 621 bâtiments dénombrés sur la commune en 2019, 621 sont en aléa moyen ou fort, soit 100 %, à comparer aux 96 % au niveau départemental et 54 % au niveau national. Une cartographie de l'exposition du territoire national au retrait gonflement des sols argileux est disponible sur le site du BRGM,.
Par ailleurs, afin de mieux appréhender le risque d’affaissement de terrain, l'inventaire national des cavités souterraines permet de localiser celles situées sur la commune.
Concernant les mouvements de terrains, la commune a été reconnue en état de catastrophe naturelle au titre des dommages causés par la sécheresse en 1989, 1991, 1992, 1998 et 2003 et par des mouvements de terrain en 1999.

#### Risques technologiques
Le risque de transport de matières dangereuses sur la commune est lié à sa traversée par des infrastructures routières ou ferroviaires importantes ou la présence d'une canalisation de transport d'hydrocarbures. Un accident se produisant sur de telles infrastructures est susceptible d’avoir des effets graves sur les biens, les personnes ou l'environnement, selon la nature du matériau transporté. Des dispositions d’urbanisme peuvent être préconisées en conséquence.

## Toponymie
Dieupentale est attesté sous les formes in Deumpantala en 961, Sancti Martini de Diuspantros vers 1015, Dyopentala en 1268.
À première vue, il s'agit d'un type toponymique germanique fréquent signifiant « vallée profonde ». Ici la forme serait gotique diup(s) « profond » et dal « vallée ».
Ce toponyme s'inscrit dans une contrée où se concentrent quelques noms de lieux wisigothiques ou composés avec un nom de personne de même origine : Bessens, Glatens, Aucamville, Séguenville, etc. signes d'une implantation durable de ces colons germaniques. Cependant, Albert Dauzat et Charles Rostaing ne prennent en compte que la dernière forme ancienne qui est tardive, sans doute n'en connaissaient-ils pas d'autre.
Ernest Nègre s'appuie sur les formes les plus anciennes qui sont difficilement compatibles avec cette explication. C'est pourquoi il se fonde sur le nom de personne gaulois bien attesté Diopantus suivi du suffixe -ella, devenu *-ala par contamination phonétique de a pour expliquer l'étymologie de ce toponyme. Il note, de surcroît, que Dieupentale n'est pas situé dans un val profond mais dans la large plaine alluviale de la Garonne, donnée topographique qui renforce son hypothèse linguistique. Xavier Delamarre donne à l'anthroponyme gaulois Diopantus le sens de « souffrance du dieu, souffrance divine ». L'élément -panto- se retrouve dans de nombreux noms de personne ou théonymes gaulois tels Uerpantus, Auiopantus, Panto(n)-, Panturo, etc. idée comparable à celle du nom de personne espagnol Dolores. En renfort de cette théorie, le domaine de la langue d'oc en France semble exempt de toponymes composés à partir d'adjectifs germaniques + appellatifs germaniques, contrairement à celui de la langue d'oïl, notamment sa partie septentrionale.

## Histoire
La commune faisait partie du Bas-Montauban.

### Héraldique
| Dieupentale | Son blasonnement est : Palé contre-palé de gueules et d'argent de quatre pièces. |

## Politique et administration

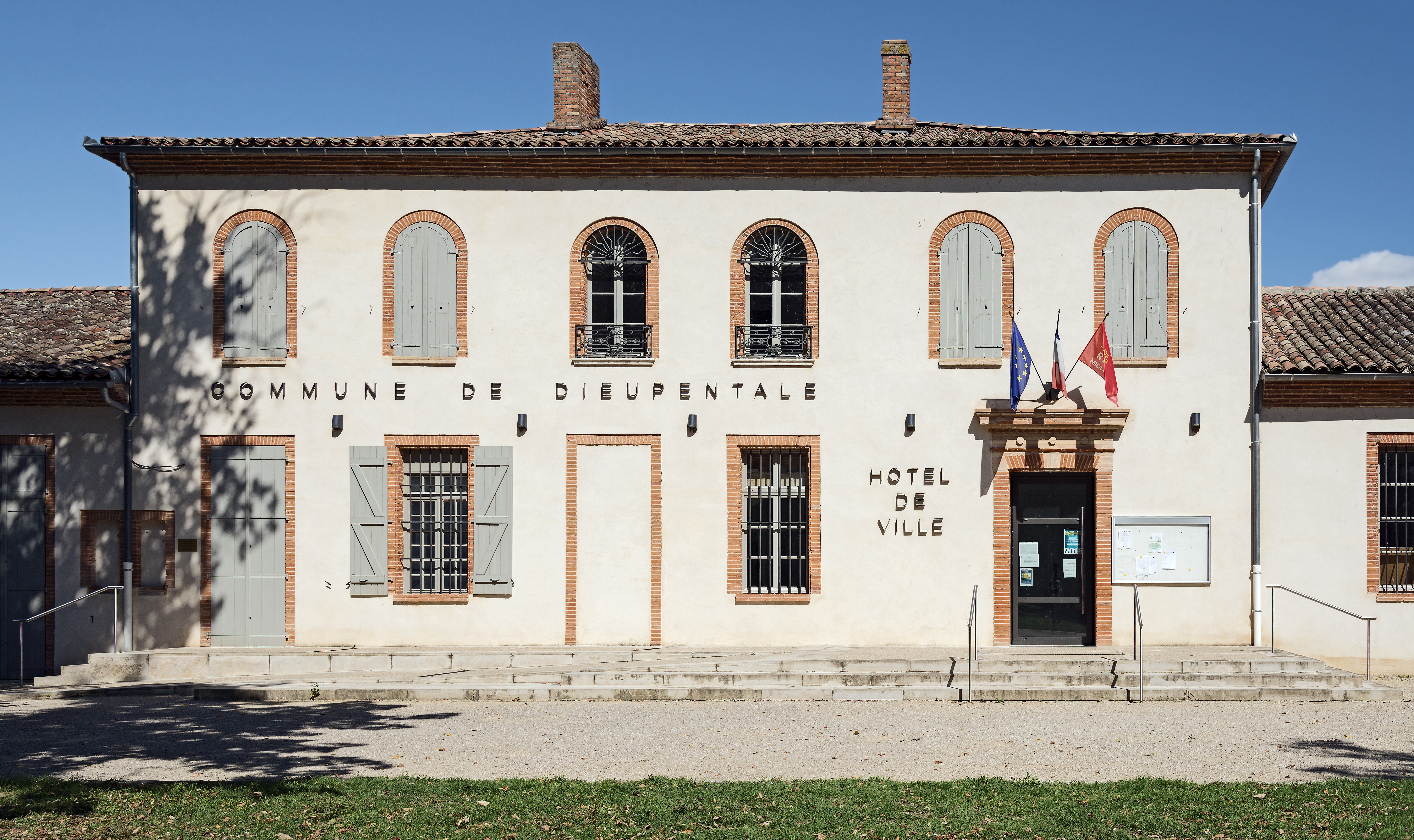
La mairie

### Administration municipale
Le nombre d'habitants au recensement de 2011 étant compris entre 1 500 habitants et 2 500 habitants, le nombre de membres du conseil municipal pour l'élection de 2014 est de dix neuf,.

### Rattachements administratifs et électoraux
La commune fait partie de la deuxième circonscription de Tarn-et-Garonne de la communauté de communes du Terroir Grisolles Villebrumier et du canton de Verdun-sur-Garonne (avant le redécoupage départemental de 2014, Dieupentale faisait partie de l'ex-canton de Grisolles).
Elle fait partie de l'Unité urbaine de Dieupentale.

### Liste des maires
| Période                                  | Période  | Identité             | Étiquette | Qualité |
| ---------------------------------------- | -------- | -------------------- | --------- | ------- |
| 2001                                     | 2014     | Jean-Bernard Lacaze  |           |         |
| 2014                                     | 2018     | Michel Devay         |           |         |
| 2018                                     | 2020     | Annie Custody        |           |         |
| 2020                                     | En cours | Mme Dominique Julien |           |         |
| Les données manquantes sont à compléter. |          |                      |           |         |

## Population et société

### Démographie
L'évolution du nombre d'habitants est connue à travers les recensements de la population effectués dans la commune depuis 1793. Pour les communes de moins de 10 000 habitants, une enquête de recensement portant sur toute la population est réalisée tous les cinq ans, les populations de référence des années intermédiaires étant quant à elles estimées par interpolation ou extrapolation. Pour la commune, le premier recensement exhaustif entrant dans le cadre du nouveau dispositif a été réalisé en 2005.

En 2022, la commune comptait 1 644 habitants, en évolution de −2,26 % par rapport à 2016 (Tarn-et-Garonne : +3,12 %, France hors Mayotte : +2,11 %).
| 1793 | 1800 | 1806 | 1821 | 1831 | 1836 | 1841 | 1846 | 1851 |
| ---- | ---- | ---- | ---- | ---- | ---- | ---- | ---- | ---- |
| 614  | 369  | 389  | 413  | 510  | 467  | 462  | 454  | 458  |

| 1856 | 1861 | 1866 | 1872 | 1876 | 1881 | 1886 | 1891 | 1896 |
| ---- | ---- | ---- | ---- | ---- | ---- | ---- | ---- | ---- |
| 570  | 557  | 600  | 570  | 596  | 619  | 643  | 608  | 593  |

| 1901 | 1906 | 1911 | 1921 | 1926 | 1931 | 1936 | 1946 | 1954 |
| ---- | ---- | ---- | ---- | ---- | ---- | ---- | ---- | ---- |
| 604  | 590  | 584  | 535  | 567  | 569  | 524  | 531  | 542  |

| 1962 | 1968 | 1975 | 1982 | 1990 | 1999 | 2005 | 2006  | 2010  |
| ---- | ---- | ---- | ---- | ---- | ---- | ---- | ----- | ----- |
| 549  | 584  | 614  | 617  | 662  | 733  | 958  | 1 016 | 1 426 |

| 2015  | 2020  | 2022  | - | - | - | - | - | - |
| ----- | ----- | ----- | - | - | - | - | - | - |
| 1 647 | 1 625 | 1 644 | - | - | - | - | - | - |

| selon la population municipale des années : | 1968 | 1975 | 1982 | 1990 | 1999 | 2006 | 2009 | 2013 |
| Rang de la commune dans le département      | 69   | 55   | 64   | 64   | 61   | 46   | 34   | 26   |
| Nombre de communes du département           | 195  | 195  | 195  | 195  | 195  | 195  | 195  | 195  |

### Économie et Industrie
La viticulture (Fronton (AOC)), et l'agriculture basée sur la culture de céréales (maïs, blé ...) ont encore une place importante.
L'entreprise Gillis Aérospace, créée dans les années 1960, fabrique des vis de fixation pour l'aéronautique.

### Enseignement
Dieupentale fait partie de l'académie de Toulouse.

### Revenus
En 2018, la commune compte 612 ménages fiscaux, regroupant 1 660 personnes. La médiane du revenu disponible par unité de consommation est de 22 450 € (20 140 € dans le département).

### Emploi
|                | 2008   | 2013   | 2018   |
| -------------- | ------ | ------ | ------ |
| Commune        | 11,1 % | 9,6 %  | 5,7 %  |
| Département    | 8,4 %  | 10,2 % | 10,3 % |
| France entière | 8,3 %  | 10 %   | 10 %   |

En 2018, la population âgée de 15 à 64 ans s'élève à 1 050 personnes, parmi lesquelles on compte 82,9 % d'actifs (77,2 % ayant un emploi et 5,7 % de chômeurs) et 17,1 % d'inactifs,. En  2018, le taux de chômage communal (au sens du recensement) des 15-64 ans est inférieur à celui de la France et du département, alors qu'en 2008 la situation était inverse.
La commune fait partie de la couronne de l'aire d'attraction de Toulouse, du fait qu'au moins 15 % des actifs travaillent dans le pôle,. Elle compte 296 emplois en 2018, contre 301 en 2013 et 255 en 2008. Le nombre d'actifs ayant un emploi résidant dans la commune est de 820, soit un indicateur de concentration d'emploi de 36 % et un taux d'activité parmi les 15 ans ou plus de 71,4 %.
Sur ces 820 actifs de 15 ans ou plus ayant un emploi, 97 travaillent dans la commune, soit 12 % des habitants. Pour se rendre au travail, 87,4 % des habitants utilisent un véhicule personnel ou de fonction à quatre roues, 5,4 % les transports en commun, 3,5 % s'y rendent en deux-roues, à vélo ou à pied et 3,8 % n'ont pas besoin de transport (travail au domicile).

### Écologie et recyclage
La collecte et le traitement des déchets des ménages et des déchets assimilés ainsi que la protection et la mise en valeur de l'environnement se font dans le cadre du SIEEOM Grisolles-Verdun, qui se trouve sur le territoire de la commune.

## Culture locale et patrimoine

### Lieux et monuments
- La Maison de Laparre de Saint-Sernin : due à  Pierre de Laparre Prêtre qui s'est installé à Dieupentale en 1755 ; il fit venir son frère Jean-François Julien de Laparre de Saint Sernin. La Villa à l’italienne est inscrite au titre des  monuments historiques[42]
- L'église Saint-Pierre de Dieupentale : la première église est bâtie sur les ruines d'un temple gallo-romain au XIIe siècle. Ne subsiste aujourd'hui que l’abside. La nef et le clocher-mur datent du nouveau bâtiment du XVIIe siècle[43]. Le chapiteau est inscrit au mobilier historique.

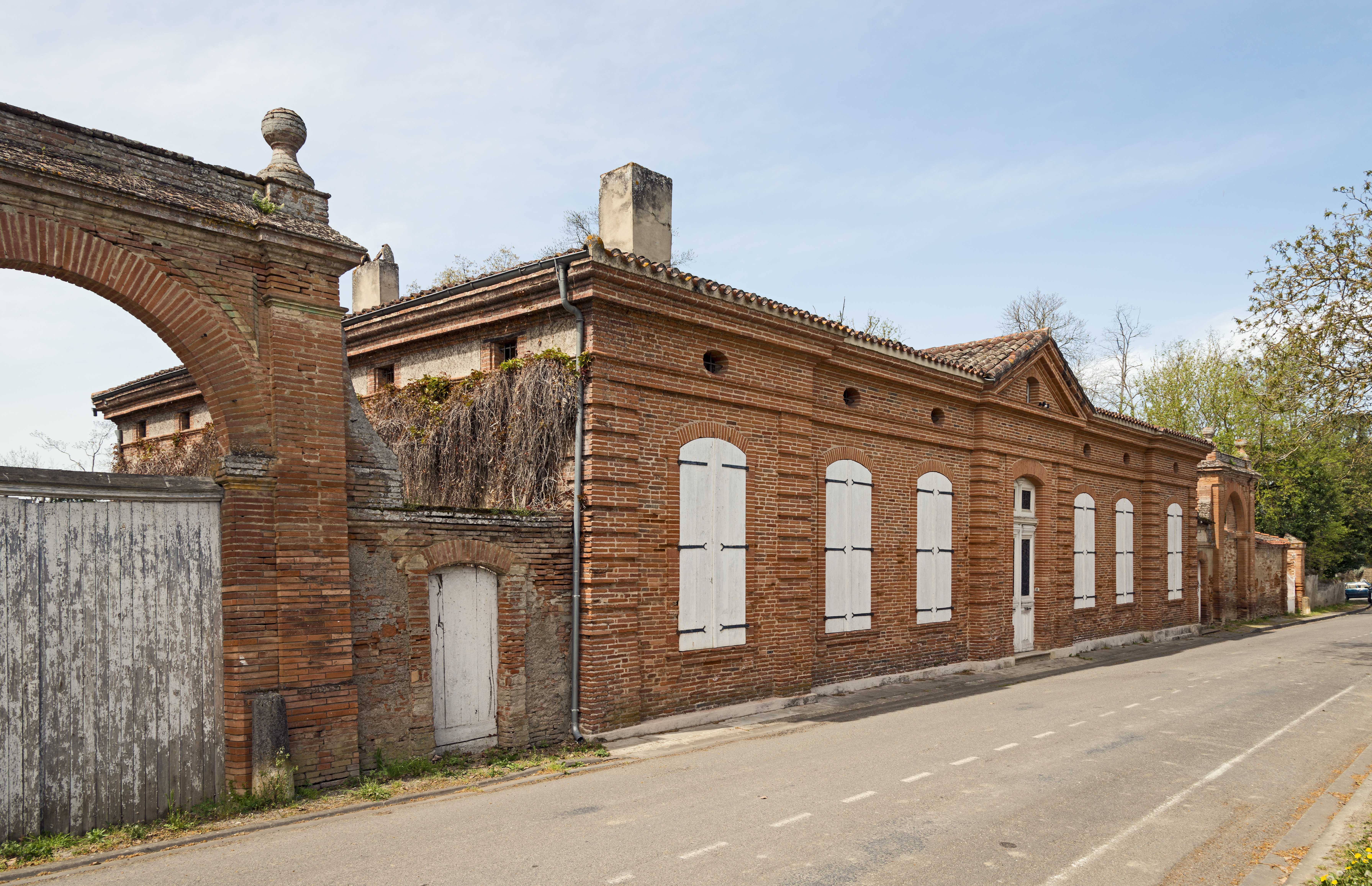
Façade est de Maison de Laparre de Saint-Sernin.
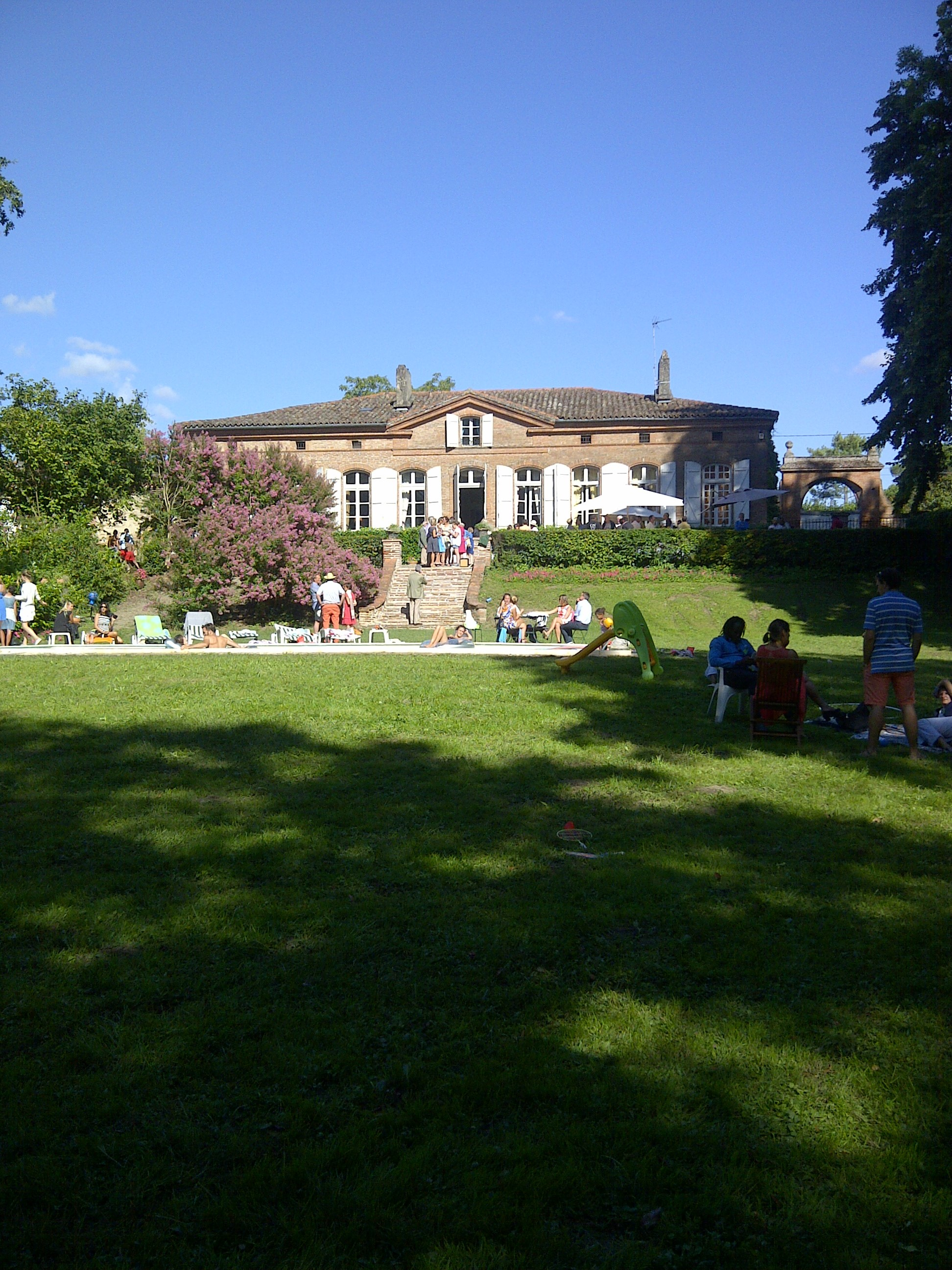
Façade ouest de Maison de Laparre de Saint-Sernin.
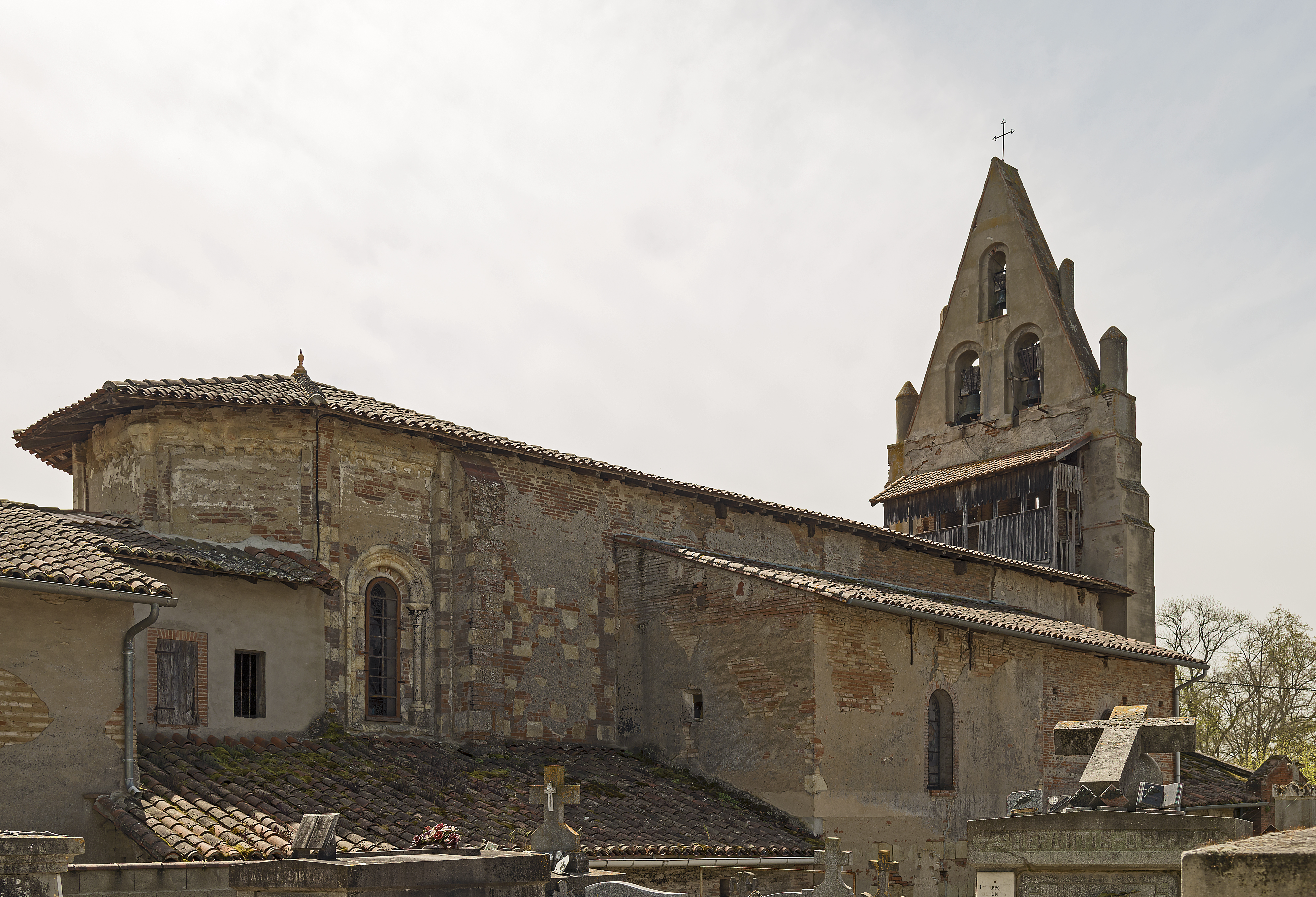
Église Saint-Pierre : abside du XIIe siècle.
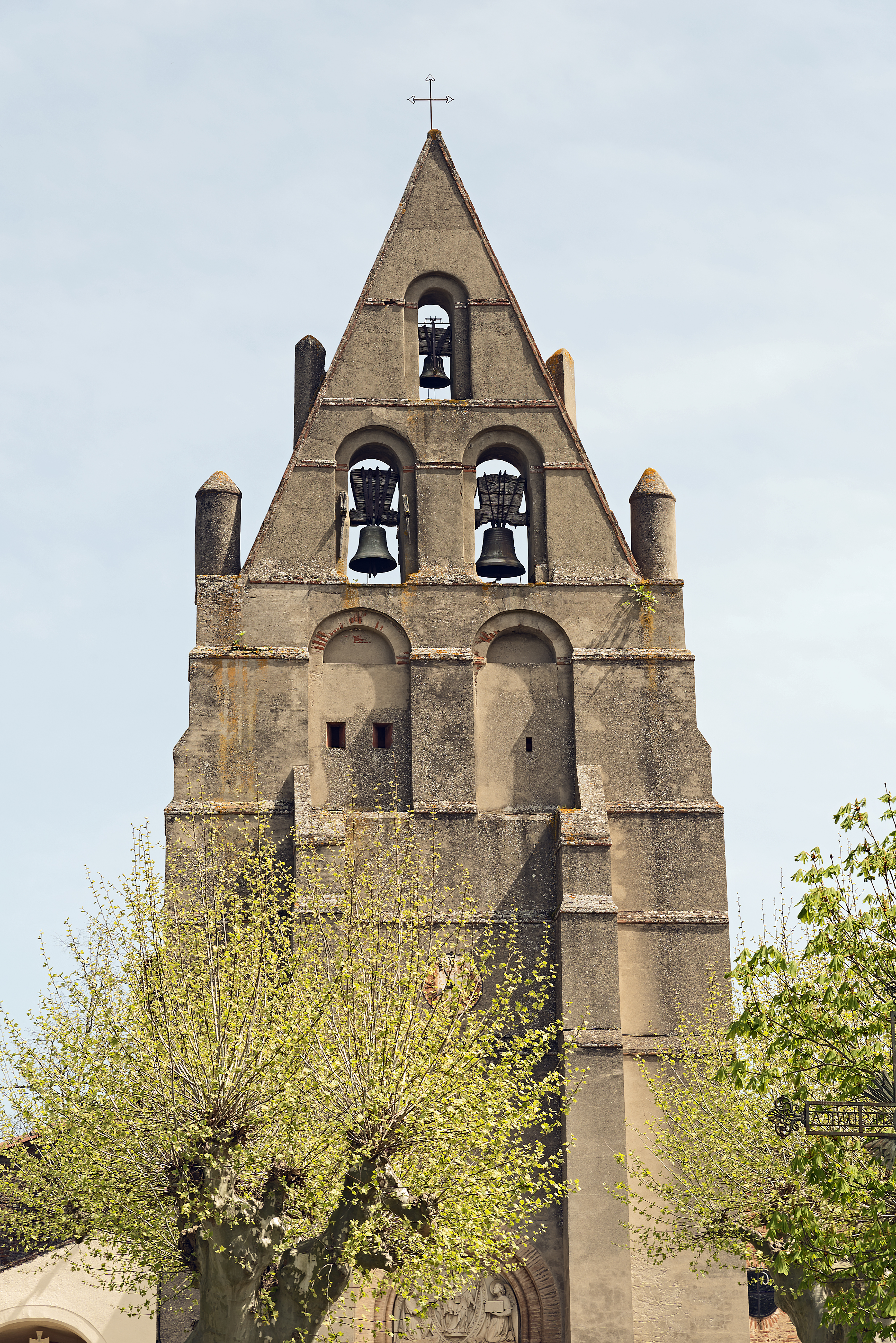
Le clocher-mur du XVIIe siècle.
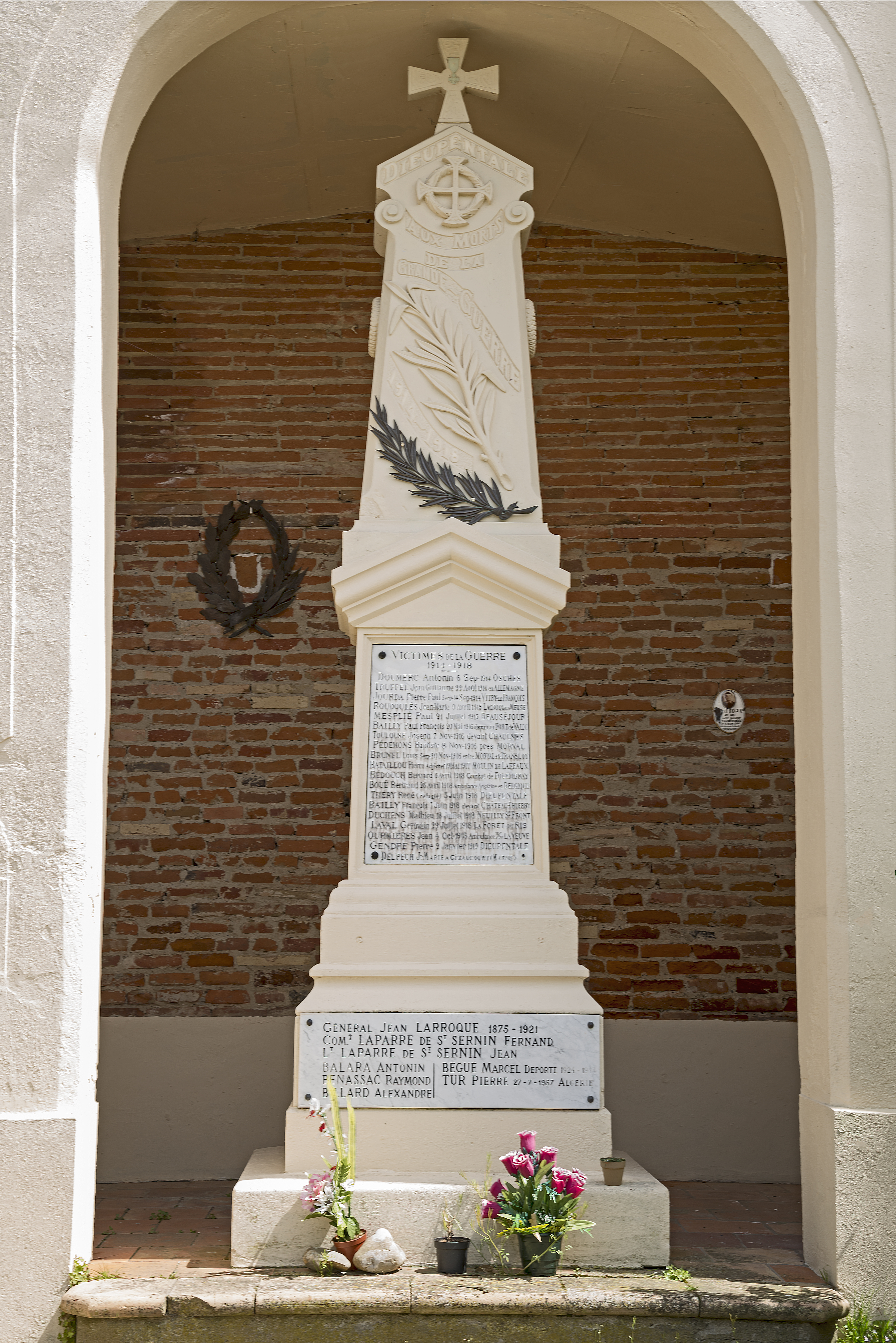
Le monument aux morts.
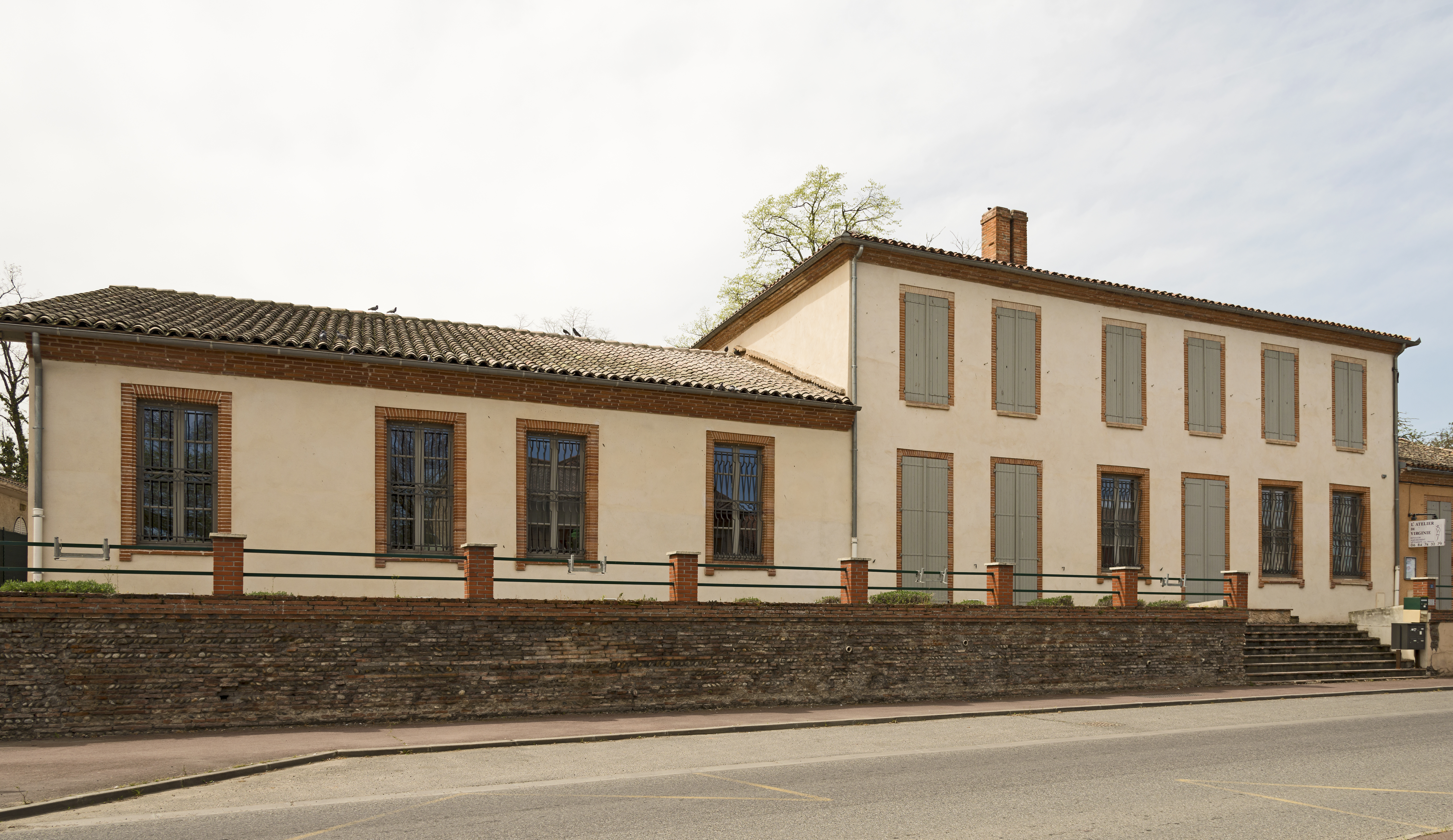
La mairie façade sur la route de Toulouse.
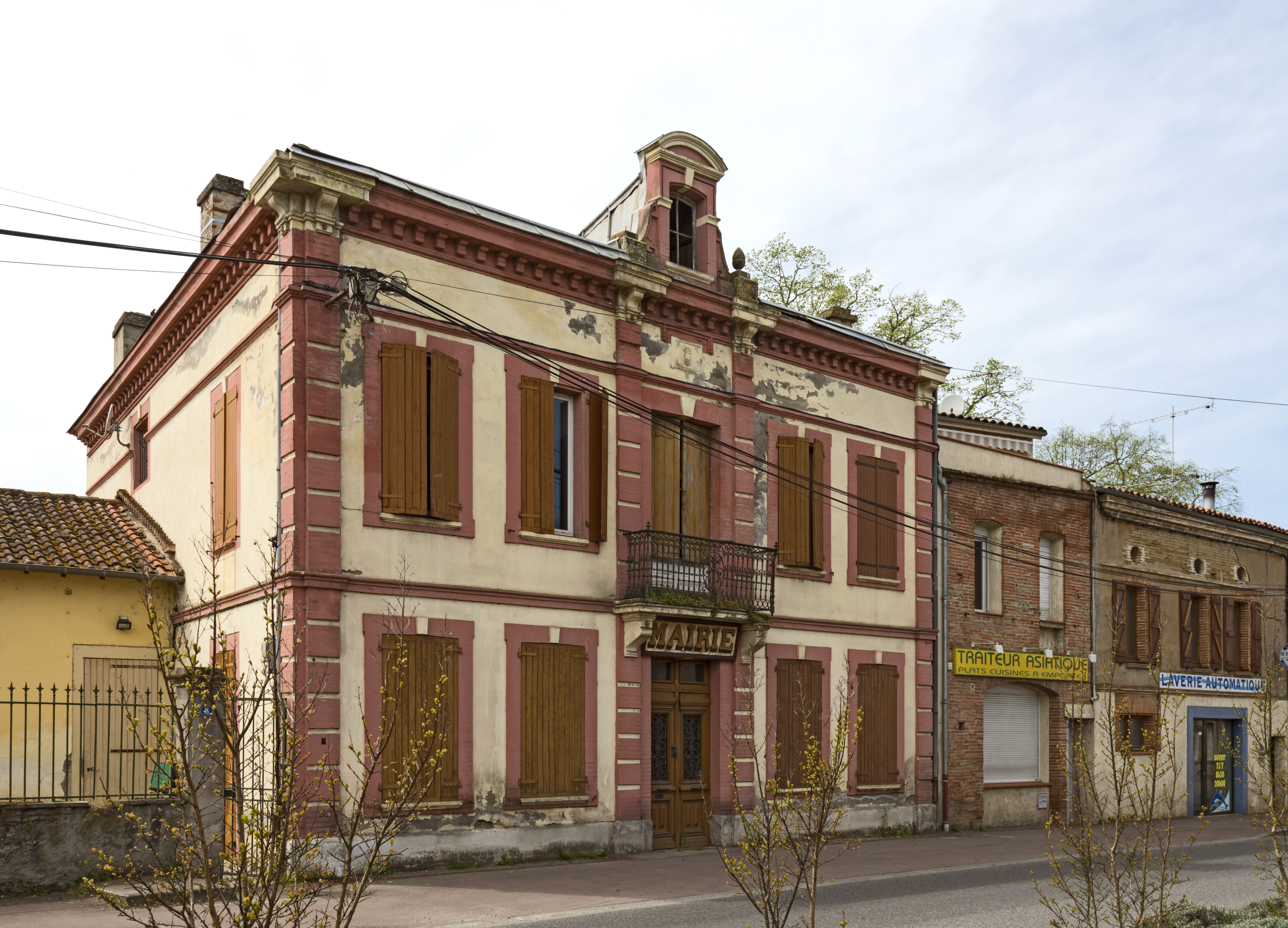
L'ancienne mairie.

### Personnalités liées à la commune
- Jean Pierre Larroque (1875- 1921) général de brigade.
- Pierre Latrobe (1894-1967), écrivain né dans la commune.
- Colette Rolland née en 1943 dans la commune.

## Vie locale

### Vie associative
- Le Centre de Judo Traditionnel de Dieupentale, popularise un art martial d'origine japonaise, la méthode Wa-Jutsu (art de l'accord et de la paix).

## Pour approfondir